# Rennert, North Carolina
Rennert, North Carolina (енгл. Rennert) град је у америчкој савезној држави Северна Каролина.

## Демографија
По попису из 2010. године број становника је 383, што је 100 (35,3%) становника више него 2000. године.
| Група             | 2000.      | 2010.       |
| Белци             | 32 (11,3%) | 34 (8,9%)   |
| Афроамериканци    | 85 (30,0%) | 106 (27,7%) |
| Азијати           | 1 (0,4%)   | 1 (0,3%)    |
| Хиспаноамериканци | 60 (21,2%) | 93 (24,3%)  |
| Укупно            | 283        | 383         |